# Sân bay Røst
Sân bay Røst (tiếng Na Uy: Røst lufthavn; IATA: RET, ICAO: ENRS) là một sân bay khu vực phục vụ Røst, Na Uy. Sân bay nằm ở rìa phía bắc của hòn đảo chính của Røstlandet. Nó thuộc sở hữu và điều hành đơn vị nhà nước Avinor và phục vụ 9.889 hành khách vào năm 2014. Các dịch vụ được cung cấp bởi Wideröe, máy bay Dash 8-100 theo hợp đồng với Bộ Giao thông vận tải với sân bay Bodø và sân bay Leknes.